# Kaiserworth

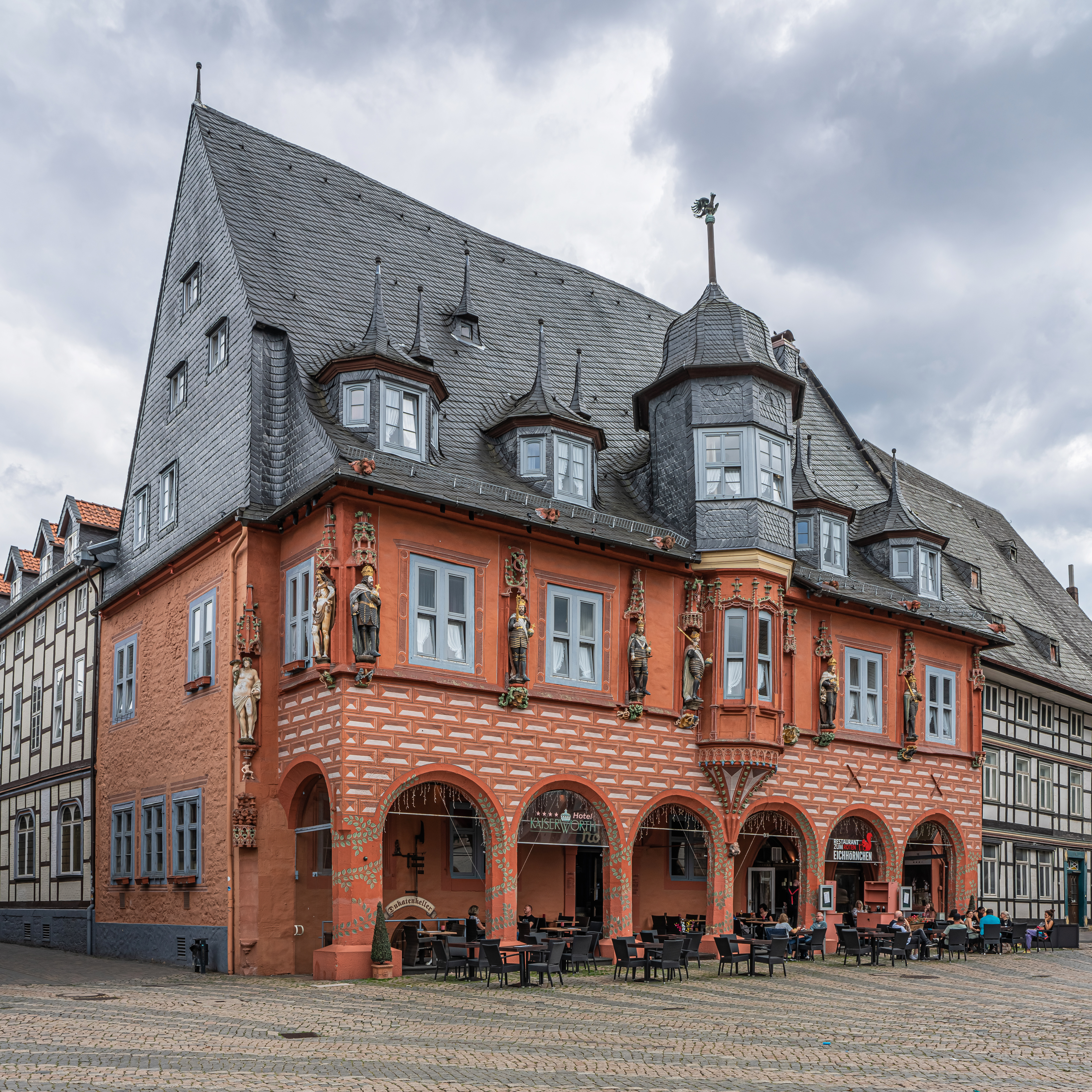
Das Gildehaus Kaiserworth

Das historische Gildehaus Kaiserworth steht am Marktplatz (Am Markt 3) in Goslar in Niedersachsen.

## Geschichte und Beschreibung

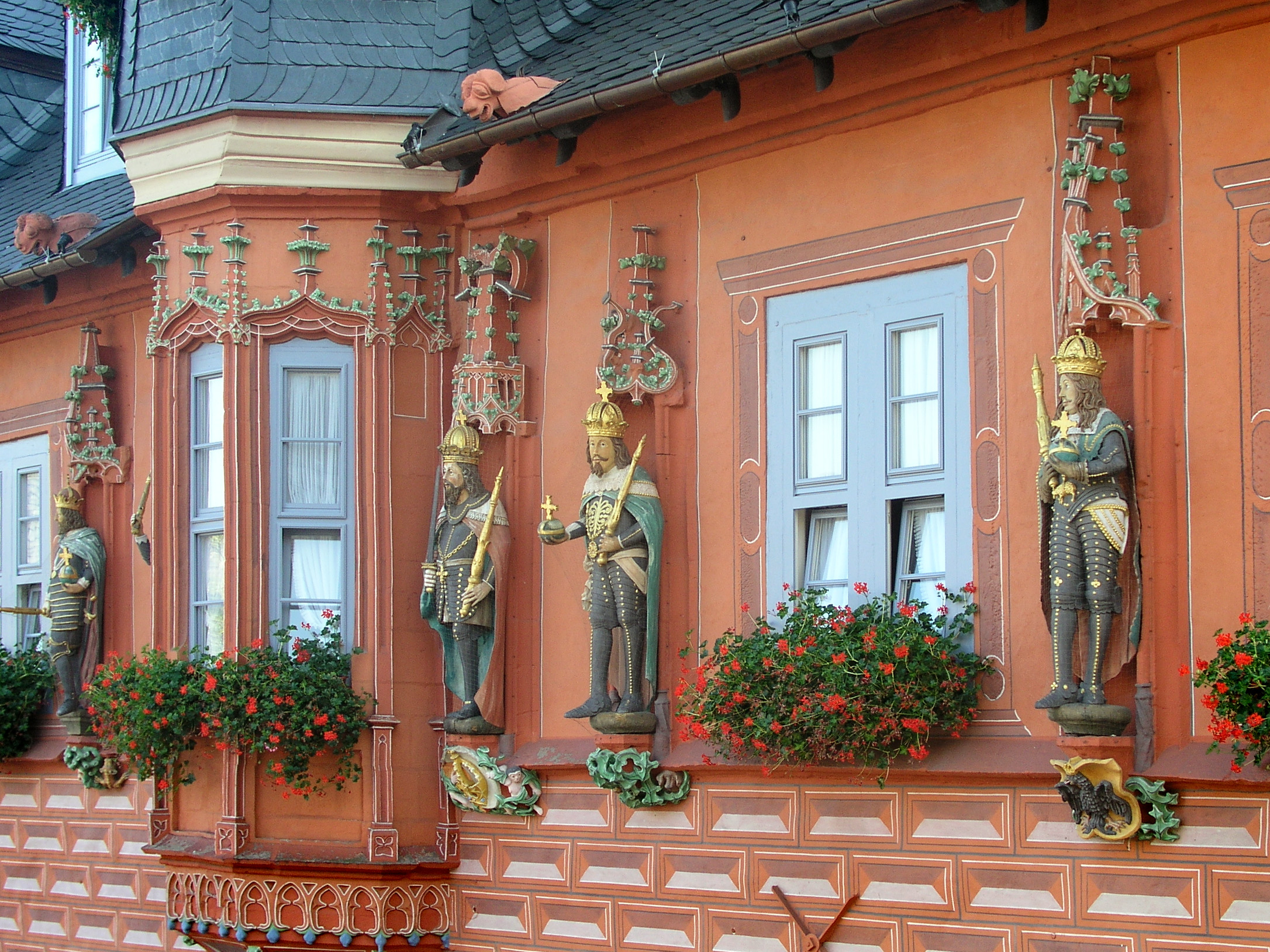
Hölzerne Kaiserfiguren

### Ursprüngliche Nutzung
Dieses ehemalige Gebäude der Gewandschneider wurde im Jahre 1494 auf den Grundmauern des ersten Gildehauses aus dem Jahre 1274 erbaut. Der mittelalterliche Verband der Fern- und Großkaufleute nannte sich in Goslar „Worthgilde“ und war die wichtigste ratsfähige Gilde.
Der eindrucksvolle spätgotische Bau mit seinen sechs zum Marktplatz geöffneten Arkaden sowie einem Schmuckerker und Fassadenfiguren zeugt von dem Reichtum der Besitzer und der Stadt in jener Zeit. Auf diesen Umstand verweisen insbesondere die Figuren der „Abundantia“, der Göttin des Überflusses, und des unter ihr hockenden „Dukatenmännchens“.

### Baubeschreibung
Das Gebäude ist ein traufenständiges, zweigeschossiges Bauwerk mit hohem Satteldach. In der Mittelachse des Obergeschosses ist ein polygonaler Erker angesetzt, der sich im Dachbereich als Türmchen mit geschweifter Haube fortsetzt. Das Dachtürmchen, wie auch die Dachgauben sind nicht ursprünglich. Sie wurden später aufgesetzt.
Eine Halle im Erdgeschoss öffnet sich mit sechs Arkaden zum Markt. Sie bot Platz für Verkaufsstände. An der Ostseite befinden sich die steinernen Plastiken des Herkules und der Abundantia mit dem Dukatenmännchen darunter. In den Nischen zwischen den Fenstern des Obergeschosses stehen barocke Holzfiguren von acht Kaisern. Sie ruhen auf Konsolen mit figürlichem Schmuck und sind von Baldachinen bekrönt. Während der Regentschaft der dargestellten Kaiser (919 bis 1138) wurde Goslar im Jahre 922 gegründet und erreichte im 12. Jahrhundert mit seiner Stadtmauer das Ausmaß der heutigen Altstadt, eine nahezu seit 700 Jahren unveränderten Größe.
Die beiden Steinplastiken sind ursprünglich, während die hölzernen Kaiserfiguren sich erst seit 1684 nachweisen lassen. Die Kaiserfiguren, so spottete Heinrich Heine, „sehen aus wie gebratene Universitätspedelle“. Zuvor sollen dort Gestalten der antiken Mythologie gestanden haben. 

### Konsolfiguren

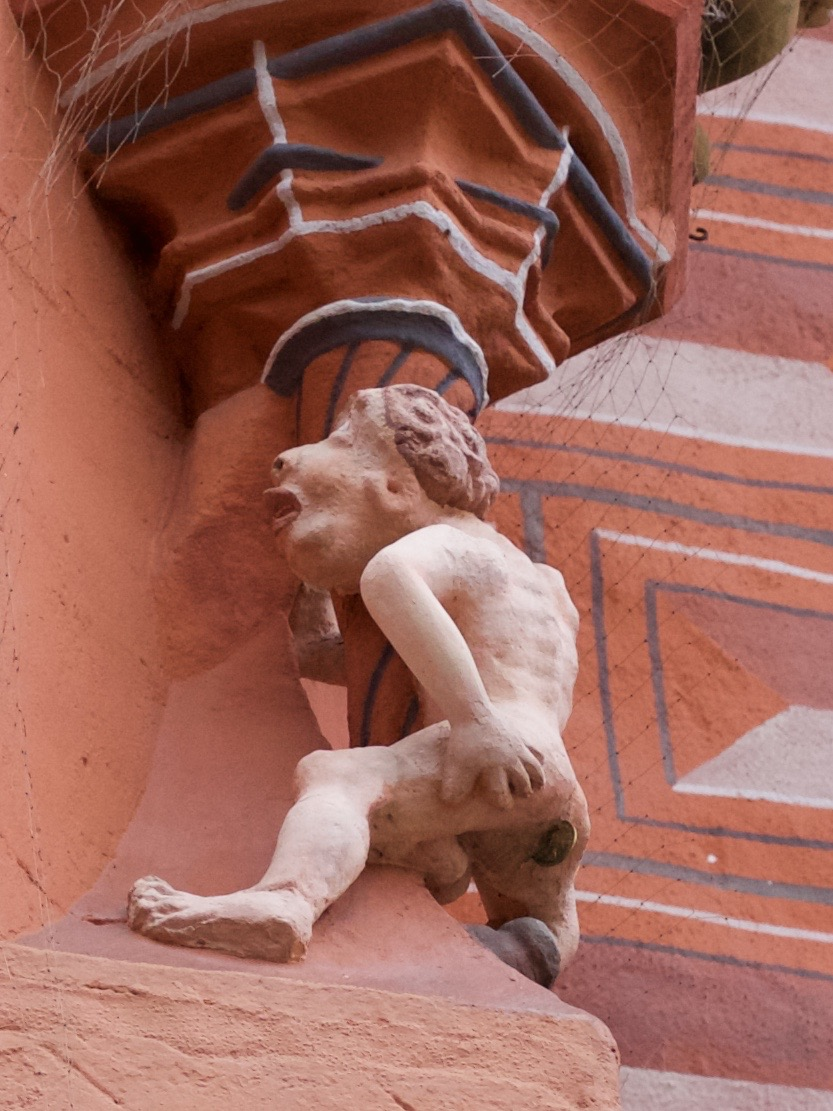
Dukatenmännchen
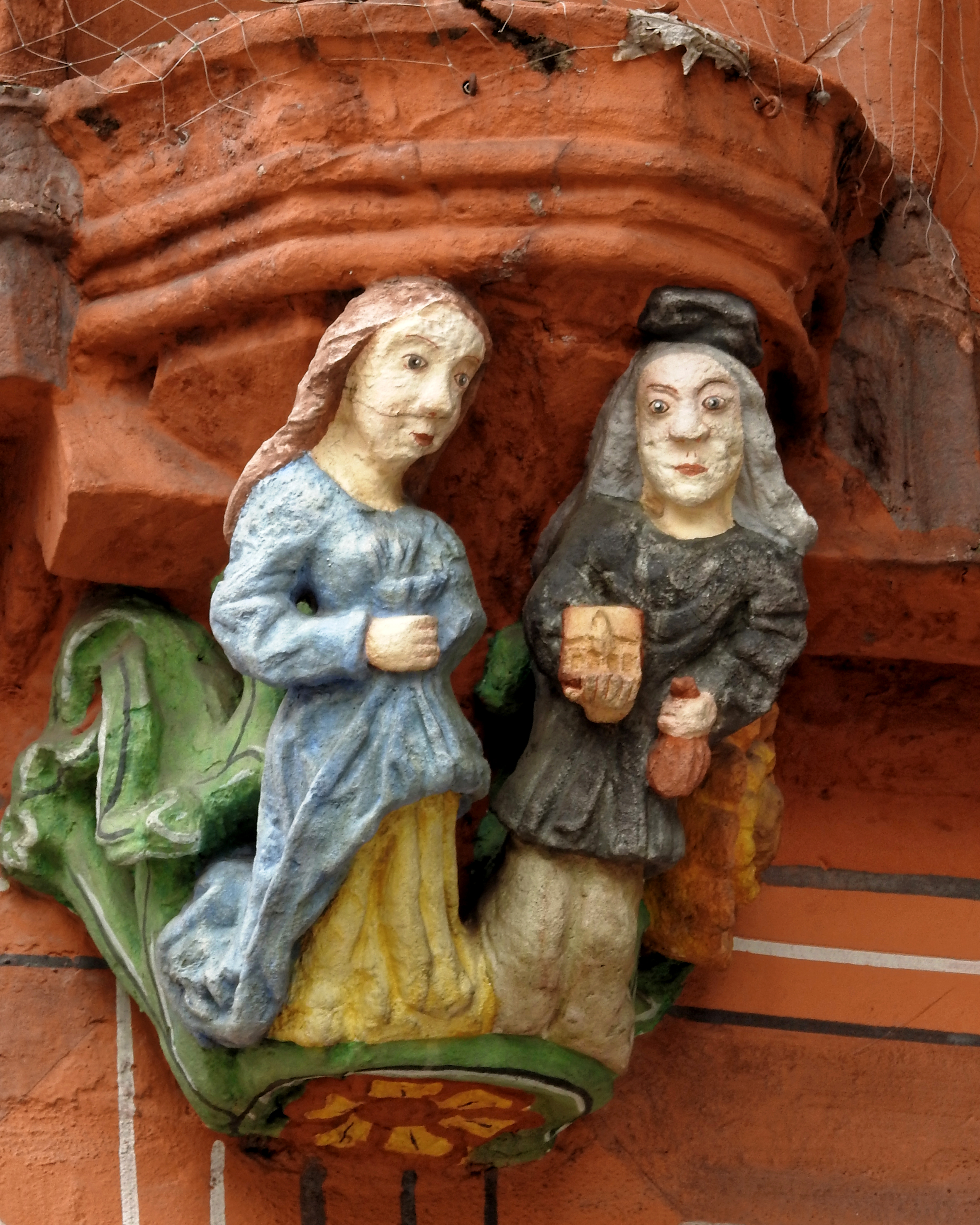
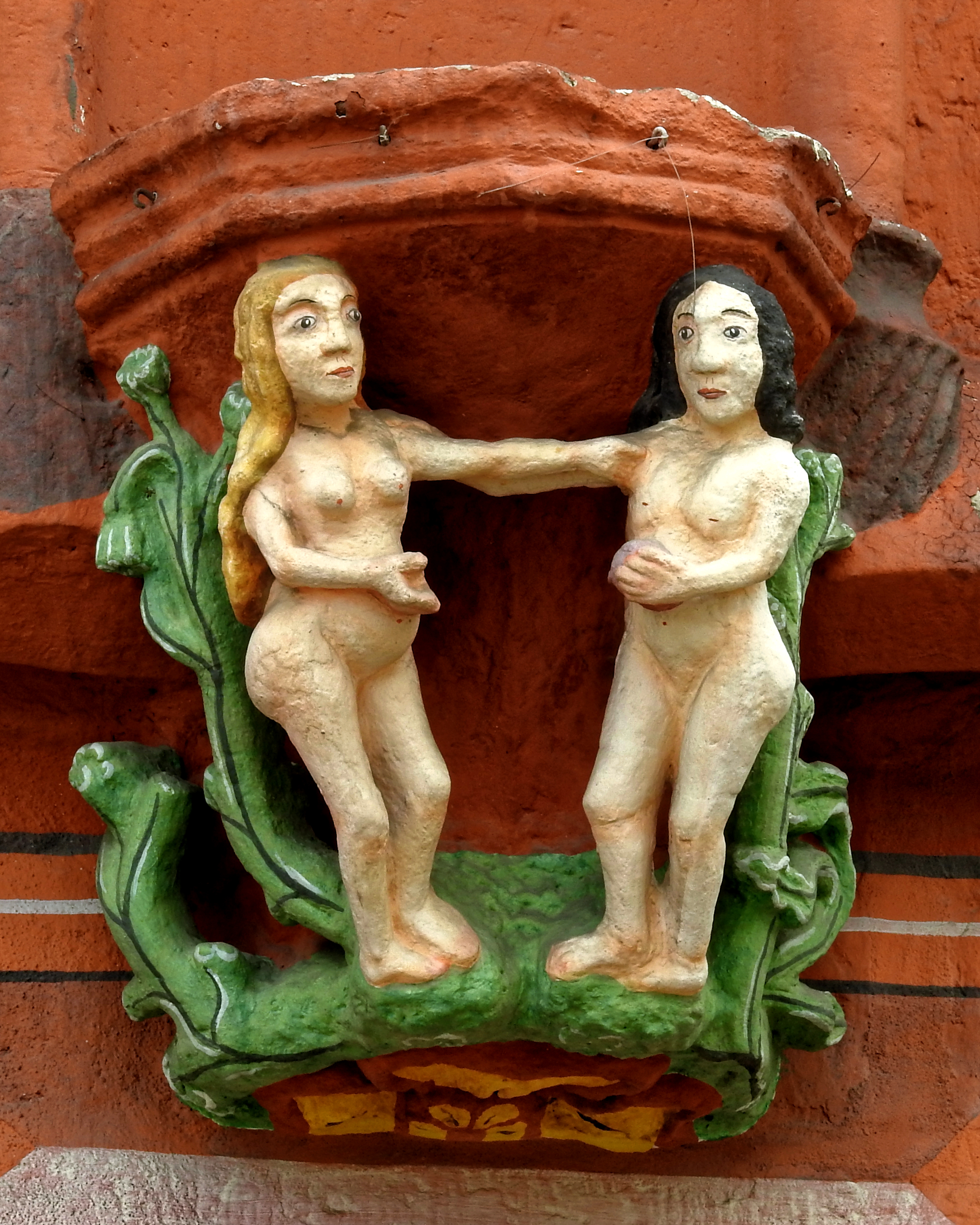
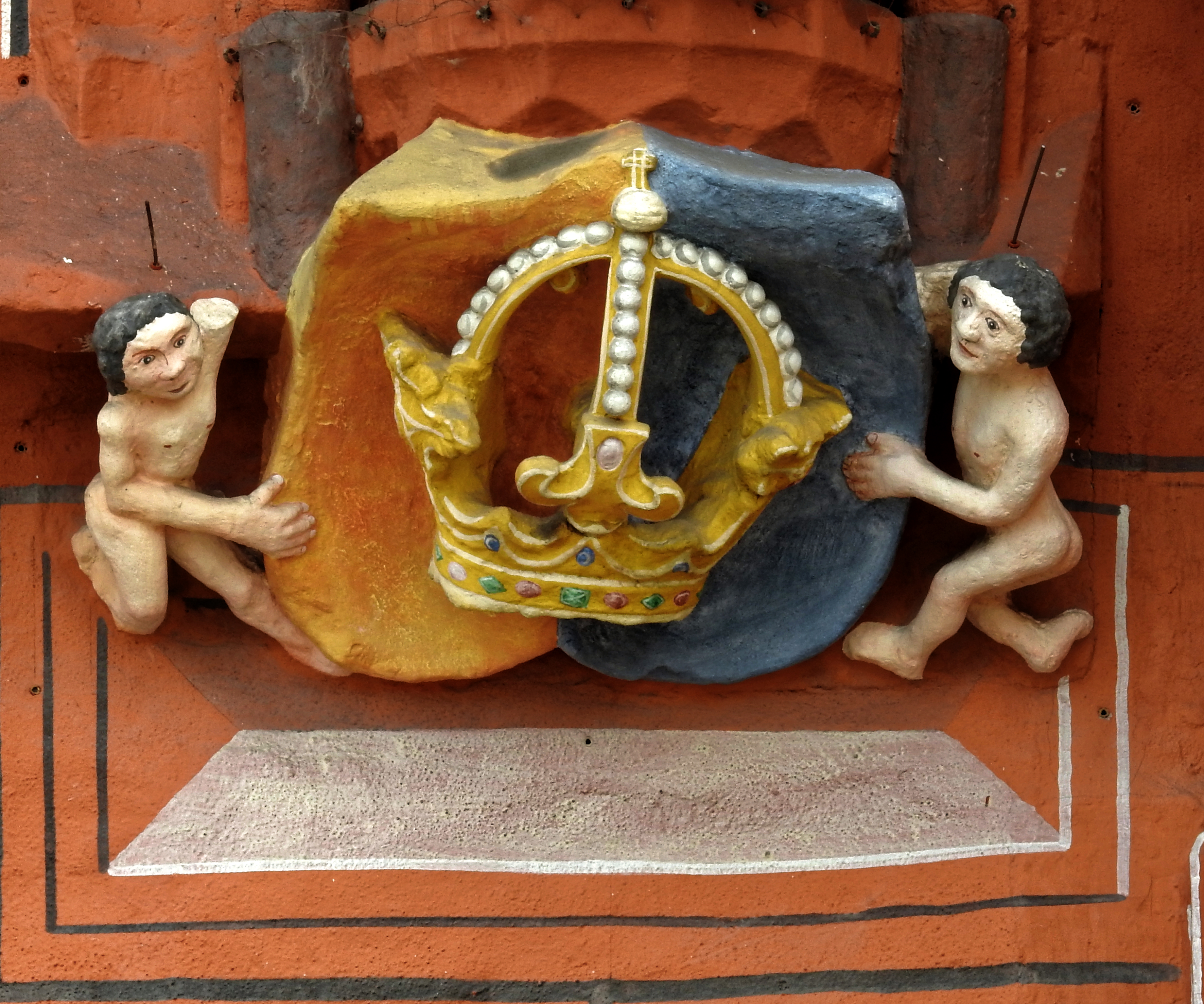
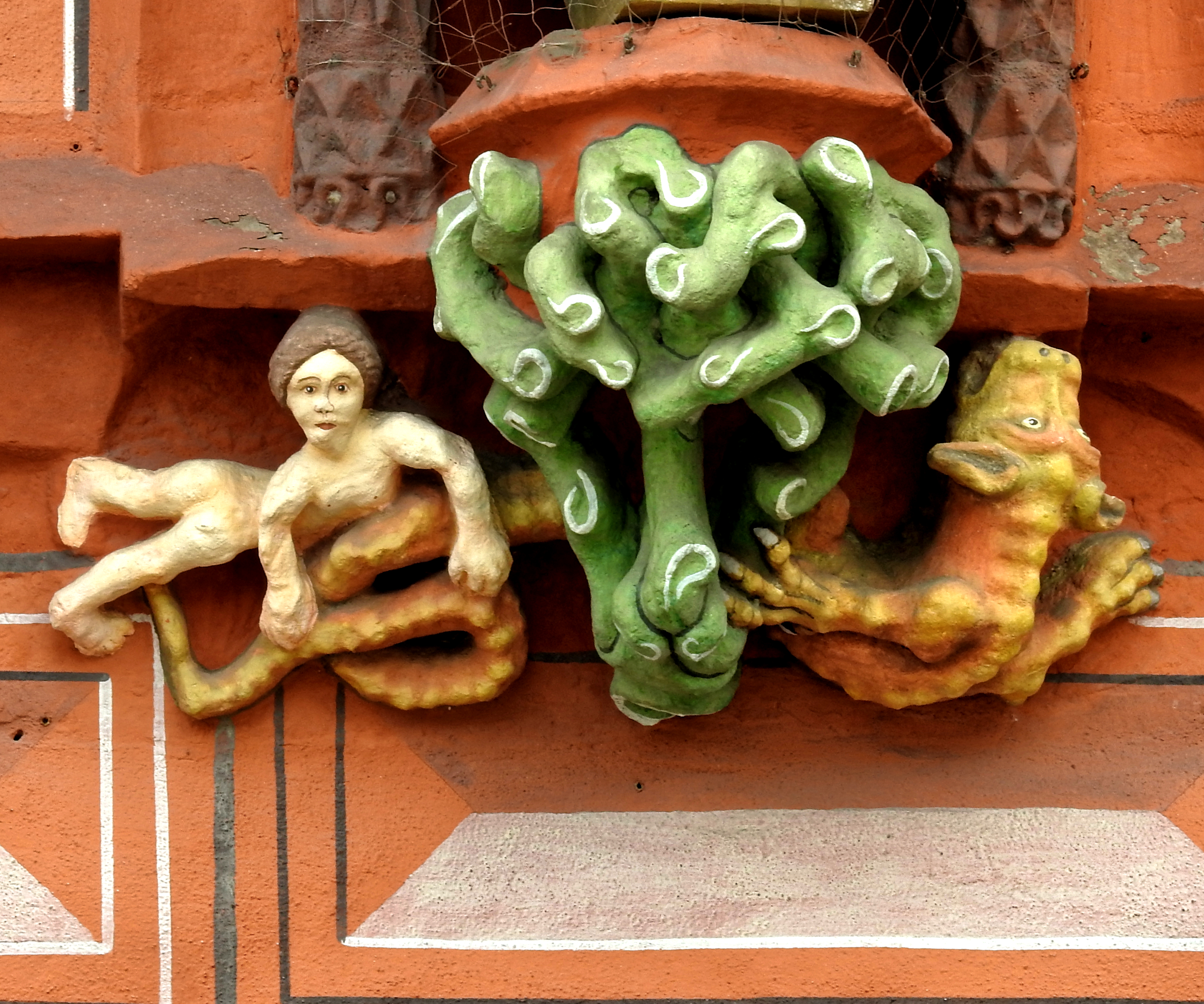
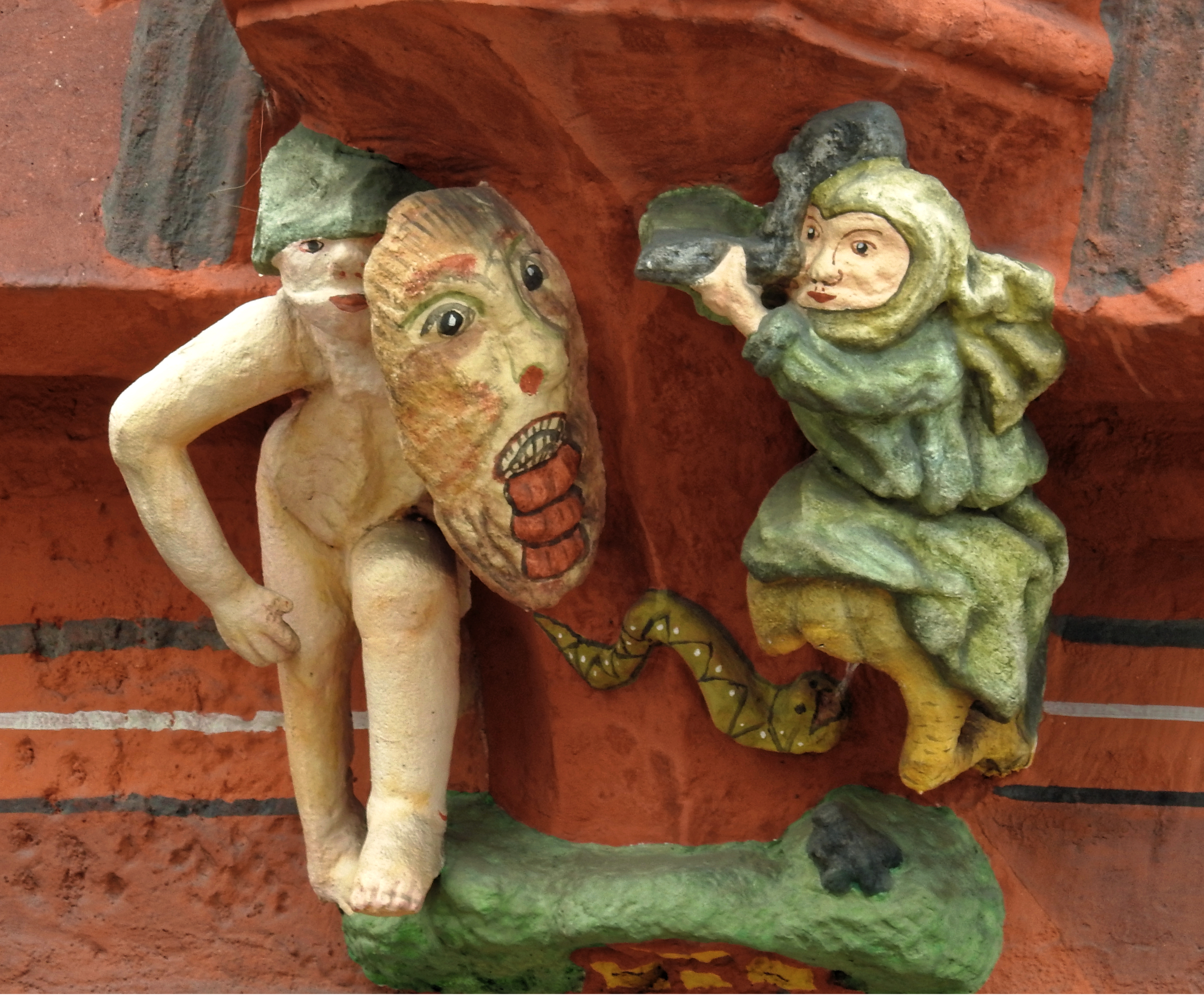

### Nutzung und Bedeutung

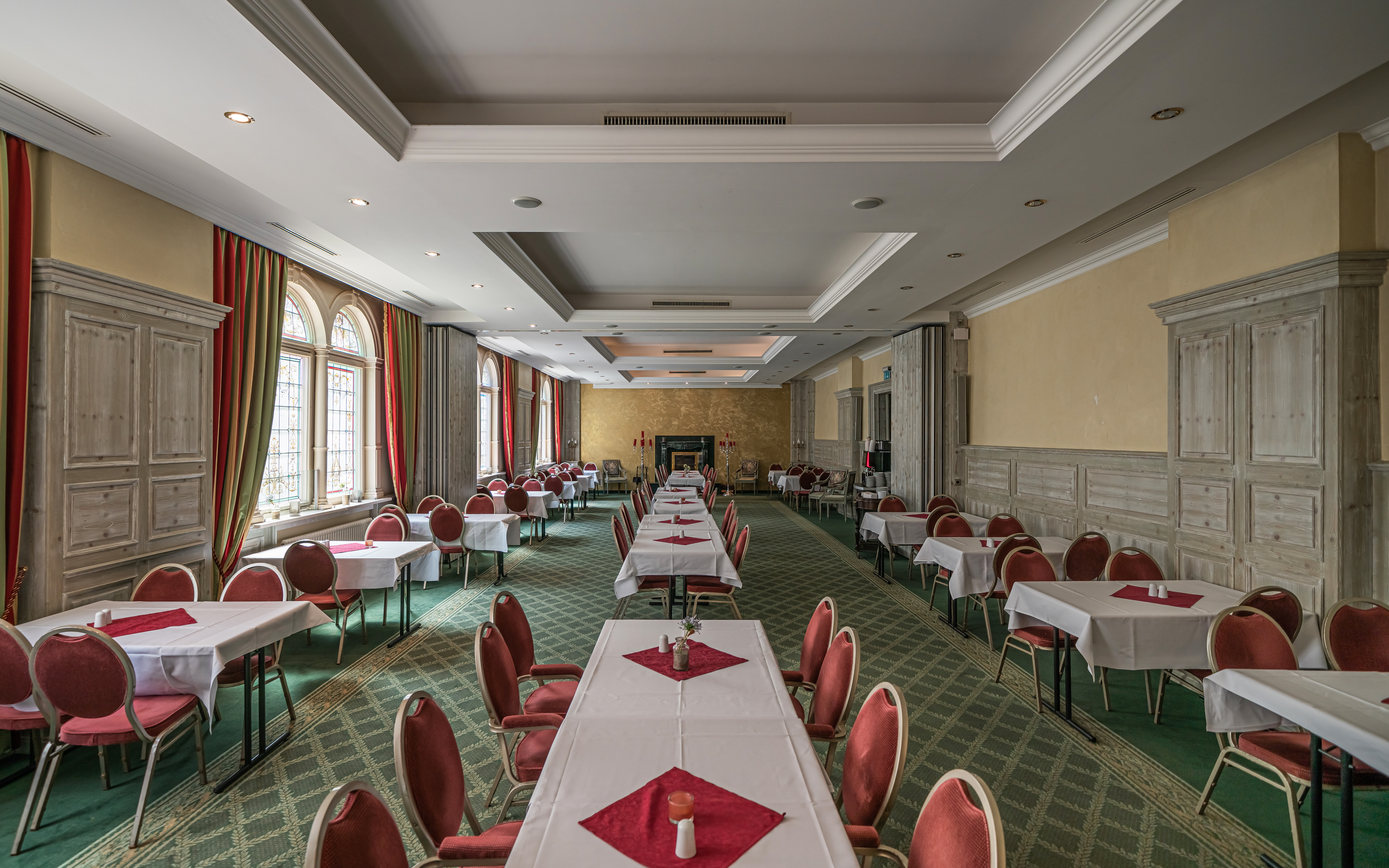
Interieur des Hauses

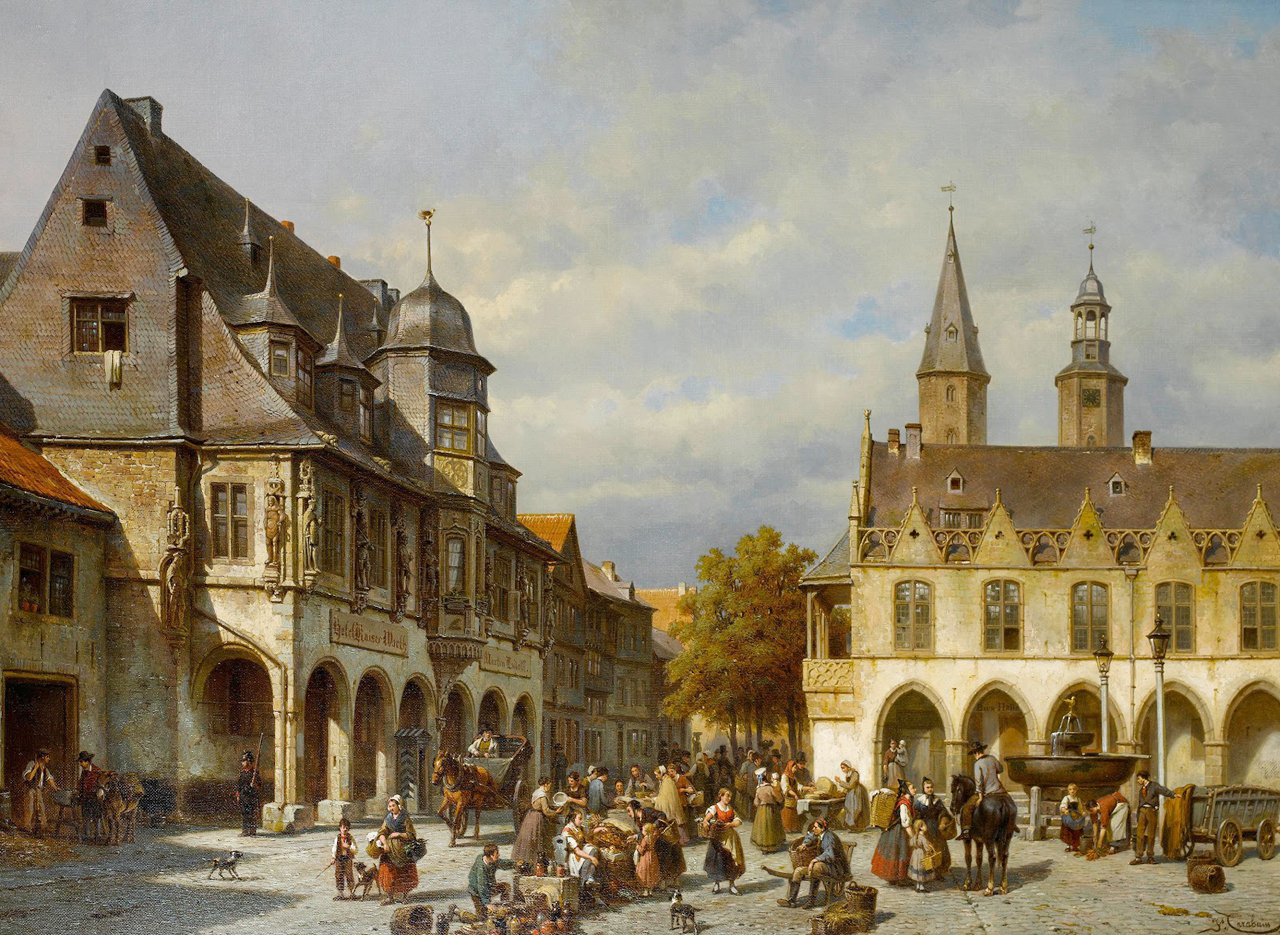
Markttag in Goslar, Ölgemälde mit Kaiserworth und Rathaus (rechts) von Jacques Carabain um 1890

Das Haus wurde seit 1831 als Gasthaus und Hotel betrieben. Wegen des benachbarten Hotels „Römischer Kaiser“ wurde es 1836 von „Die Worth“ zu „Kaiserworth“ umbenannt, womit eine Aufwertung beabsichtigt war. Das Gebäude ist seit Ende 2022 geschlossen. Von 2020 bis Ende 2024 gehörten das Kaiserworth und das sich in direkter Nähe befindliche Brusttuch dem umstrittenen Berliner Immobilieninvestor Ioannis Moraitis bis der Goslarer Unternehmer Hans-Joachim Tessner mit seiner Tessner-Stiftung beide Gebäude kaufte. Für Sanierung und Wiedereröffnung der Hotels sollen Millionen investiert werden.
Wie der Rammelsberg auch wurde der Marktplatz Goslars und damit auch das ehemalige Gildehaus Kaiserworth 1992 zum Teil des UNESCO-Weltkulturerbes ernannt.

## Bedeutung vonWorth
Für das Wort „Worth“ existieren drei Deutungen
- Hausplatz, Grundstück (Werner Hillebrand, Goslar)
- Werder, ein von Gewässern umgebenes erhöhtes Land (Hotel Kaiserworth)
- Warft, Wurt, ein Besiedlungshügel auf Inseln